# 울산시 울주구
울산시 울주구는 대한민국의 옛 국회의원 선거구이다. 당시 경상남도 울산시 울주구 지역을 관할했다.

## 역사
1995년 1월 1일을 기해 경상남도 울산시와 울산군이 통합되었다. 이에 울산군 지역을 관할로 하는 울산시 울주구가 설치되었다. 이로 인해 제15대 국회의원 선거를 앞두고 울산군 선거구가 울산시 울주구 선거구로 개편되었다.
1997년 7월 15일을 기해 경상남도 울산시가 울산광역시로 승격되었다. 이 과정에서 울주구 농소읍·강동면이 신설되는 북구에 편입되었으며 남은 지역은 울주군을 형성하게 되었다. 이에 제16대 국회의원 선거를 앞두고 북구, 울주군 선거구로 나뉘어지게 됨에 따라 폐지되었다.

## 역대 국회의원
| 선거   | 정당 | 정당       | 의원   |
| ------ | ---- | ---------- | ------ |
| 1996년 |      | 통합민주당 | 권기술 |

## 역대 선거 결과

### 대한민국 제15대 국회의원 선거
|  | 53.80% |

|  | 36.24% |

|  | 4.25% |

|  | 3.04% |

|  | 2.65% |